# インナー・ロンドン
インナー・ロンドン (英語: Inner London) は、グレーター・ロンドンの内側を構成するロンドン自治区のグループに付けられた名称であり、アウター・ロンドンに囲まれている。その起源は死亡表にまで遡るが、1847年には統計用の地域として定着し、地方政府の地域の一つとして1855年から1965年まで使用された。今日では、2つの一般的な定義がある。最初の定義は1963年ロンドン政府法の法令の中に示されたもので、これは内側の12のロンドン自治区で構成されており、1965年4月1日に法が施行されると同時に廃止されたカウンティ・オブ・ロンドンの範囲とほぼ一致していた  。2つ目の定義は、現在英国国家統計局により使用されるもので、前掲法上の11のインナー・ロンドン自治区と2つのアウター・ロンドン自治区及びシティ・オブ・ロンドンから構成される  。

## 1963年ロンドン政府法による定義
1963年ロンドン政府法による法定上のインナー・ロンドン自治区を以下に示す。
- イズリントン区
- シティ・オブ・ウェストミンスター
- カムデン区
- グリニッジ区
- ケンジントン・アンド・チェルシー区
- サザーク区
- タワーハムレッツ区
- ハックニー区
- ハマースミス・アンド・フラム区
- ランベス区
- ルイシャム区
- ワンズワース区

なお、シティ・オブ・ロンドンは、法令上インナー・ロンドン自治区に指定されていないが、シティ・オブ・ロンドン自治体は通例、インナー・ロンドンの地方当局として分類している。

## 英国国家統計局による定義
英国国家統計局とユーロスタットは、上記の定義とは異なる定義をしている。明らかに、これはシティ・オブ・ロンドンを含み、ハーリンゲイ区とニューアム区を加える代わりに、グリニッジ区を除外している  。その面積は319 km2、2011年の人口は3,231,901人である  。